# Sungai Bambu
Sungai Bambu is een kelurahan in het onderdistrict Tanjung Priok in het noorden van Jakarta, Indonesië. De wijk telt 30.236 inwoners (volkstelling 2010).